# NCAA Division I 2023 (pallavolo maschile)
La NCAA Division I 2023 si è svolta dal 30 aprile 2023 al 6 maggio 2023: al torneo hanno partecipato 7 squadre di pallavolo universitarie e la vittoria finale è andata per la ventesima volta alla UC Los Angeles.

## Squadre partecipanti
| Club           | Stagione | Città             | Conference           | Qualificazione         |
| -------------- | -------- | ----------------- | -------------------- | ---------------------- |
| UC Los Angeles | dettagli | Los Angeles, CA   | MPSF                 | Campione di conference |
| CSU Long Beach | dettagli | Long Beach, CA    | Big West Conference  | Ranking                |
| Grand Canyon   | dettagli | Phoenix, AZ       | MPSF                 | Ranking                |
| Hawaii         | dettagli | Honolulu, HI      | Big West Conference  | Campione di conference |
| King           | dettagli | Bristol, TN       | Conference Carolinas | Campione di conference |
| Ohio State     | dettagli | Columbus, OH      | MIVA                 | Campione di conference |
| Penn State     | dettagli | State College, PA | EIVA                 | Campione di conference |

## Final 7
|  | Primo turno | Primo turno | Primo turno |  |  | Quarti di finale | Quarti di finale | Quarti di finale |   |   | Semifinali     | Semifinali     | Semifinali |  |  | Finale | Finale | Finale |
|  |             |             |             |  |  |                  |                  |                  |   |   |                |                |            |  |  |        |        |        |
|  |             |             |             |  |  |                  |                  |                  |   |   |                |                |            |  |  |        |        |        |
|  |             |             |             |  |  |                  |                  |                  |   |   |                |                |            |  |  |        |        |        |
|  |             |             |             |  |  |                  |                  |                  |   |   |                |                |            |  |  |        |        |        |
|  |             |             |             |  |  |                  |                  |                  |   | 1 | UC Los Angeles | 3              |            |  |  |        |        |        |
|  |             |             |             |  |  |                  |                  | CSU Long Beach   | 0 |   |                |                |            |  |  |        |        |        |
|  |             |             |             |  |  | CSU Long Beach   | CSU Long Beach   | 3                |   |   |                |                |            |  |  |        |        |        |
|  |             |             |             |  |  | Grand Canyon     | Grand Canyon     | 1                |   |   |                |                |            |  |  |        |        |        |
|  |             |             |             |  |  |                  |                  |                  |   |   | 1              | UC Los Angeles | 3          |  |  |        |        |        |
|  |             |             |             |  |  |                  | 2                | Hawaii           | 1 |   |                |                |            |  |  |        |        |        |
|  |             |             |             |  |  |                  |                  |                  |   |   |                |                |            |  |  |        |        |        |
|  |             |             |             |  |  |                  |                  |                  |   |   |                |                |            |  |  |        |        |        |
|  |             |             |             |  |  |                  |                  |                  |   | 2 | Hawaii         | 3              |            |  |  |        |        |        |
|  |             |             |             |  |  |                  |                  | Penn State       | 2 |   |                |                |            |  |  |        |        |        |
|  |             |             |             |  |  | Penn State       | Penn State       | 3                |   |   |                |                |            |  |  |        |        |        |
|  | Ohio State  | Ohio State  | 3           |  |  | Ohio State       | Ohio State       | 1                |   |   |                |                |            |  |  |        |        |        |
|  | King        | King        | 0           |  |  |                  |                  |                  |   |   |                |                |            |  |  |        |        |        |

### Primo turno
| 30 aprile 2023 EagleBank Arena, Fairfax Durata: 1h:03 - Spettatori: 1 910 | Ohio State | 3 - 0 | King | 25-20, 25-16, 36-34 |

### Quarti di finale
| 2 maggio 2023 EagleBank Arena, Fairfax Durata: 2h:05 - Spettatori: 2 139 | CSU Long Beach | 3 - 1 | Grand Canyon | 22-25, 25-17, 25-22, 25-23 |
| 2 maggio 2023 EagleBank Arena, Fairfax Durata: 2h:09 - Spettatori: 2 139 | Penn State     | 3 - 1 | Ohio State   | 25-22, 24-26, 25-13, 26-24 |

### Semifinali
| 4 maggio 2023 EagleBank Arena, Fairfax Durata: 1h:31 - Spettatori: 3 782 | UC Los Angeles | 3 - 0 | CSU Long Beach | 25-16, 25-14, 25-19               |
| 4 maggio 2023 EagleBank Arena, Fairfax Durata: 2h:35 - Spettatori: 3 782 | Hawaii         | 3 - 2 | Penn State     | 25-20, 25-23, 16-25, 23-25, 15-10 |

### Finale
| 6 maggio 2023 EagleBank Arena, Fairfax Durata: 2h:53 - Spettatori: 6 942 | UC Los Angeles | 3 - 1 | Hawaii | 28-26, 31-33, 25-21, 25-21 |

## Premi individuali
| Premio              | Giocatore          | Squadra        |
| ------------------- | ------------------ | -------------- |
| MVP                 | Alexander Knight   | UC Los Angeles |
| All-Tournament Team | Troy Gooch         | UC Los Angeles |
| All-Tournament Team | Ido David          | UC Los Angeles |
| All-Tournament Team | Dīmītrīs Mouchlias | Hawaii         |
| All-Tournament Team | Jakob Thelle       | Hawaii         |
| All-Tournament Team | Mason Briggs       | CSU Long Beach |
| All-Tournament Team | Brett Wildman      | Penn State     |